# Melchior Vulpius
Melchior Vulpius (ca. 1570 – 1615 i Weimar) var en tysk komponist.
Vulpius har komponeret en række kirkelige værker: Cantiones sacræ (1602—04), »Kirchengesänge und geistliche Lieder
Dr. Luthers« (1604), Canticum beatissimæ
Virginis Mariæ (1605), »Lateinische
Hochzeitsstücke« (1608), Opusculum novum
selectissimarum cantionum sacrarum (1610), »Das Leiden
und Sterben unseres Herrn Erlösers Jesu
Christi« (1613) (efter Matthæus Evangeliet), »Erster
(zweiter, dritter) Teil der sonntäglichen
Evangelischen Sprüche« (1619—21). V.’s Værker
anses for nogle af de ædleste inden for den
protestantiske Kirkemusik; hans Koraludsættelser
benyttes den Dag i Dag i adskillige
lutherske Kirker og er mønsterværdige med Hensyn
til deres paa samme Tid strenge, fromme og
dog saa inderlig følte Stil. V. nærede stærke
musikteoretiske Interesser og besørgede en
Nyudgave af Heinrich Faber’s meget benyttede
teoretiske Værk, til hvilket V. føjede enkelte
Kapitler af eget Forfatterskab.